# Edmond de la Croix
Edmond (ou Edmé) de la Croix (Dom Edmundus a Cruce), né avant 1550 et mort en 1604 à Barcelone, est abbé général de l'Abbaye de Cîteaux.

## Biographie
Edmond de la Croix est un docteur en théologie. Il eut de nombreuses responsabilités dans l'ordre cistercien. En 1581, il rédige de nouveaux statuts pour les institutions cisterciennes "Statuta reformationis monasteriorum Cisterciensis ordinis institutae". 
En 1584, ll devient abbé général de Citeaux. En 1590, il rédige "Oratio qua dominum cardinalem Caietanum, sanctae sedis apostolicae de latere legatum ad regnum Franciae". Il réunit en mai 1601 le plus grand chapitre général de l’ordre de Cîteaux de l’époque moderne. Cette réunion capitulaire élabore un vaste programme de restauration de la règle cistercienne en accord avec les décrets du Concile de Trente. 
Il est mort à Barcelone lors d'une visite des abbayes d'Aragon et de Catalogne. Il est inhumé dans l'église de l'abbaye de Poblet. 